# Trương Tả Kỉ
Trương Tả Kỉ (sinh tháng 1 năm 1945) là chính khách nước Cộng hòa Nhân dân Trung Hoa và cựu Tỉnh trưởng Chính phủ Nhân dân tỉnh Hắc Long Giang. Ông là Chủ nhiệm Ủy ban Kinh tế của Ủy ban Toàn quốc Chính hiệp khóa XI nhiệm kỳ 2008 - 2013.

## Tiểu sử
Trương Tả Kỉ là người huyện Ba Ngạn, tỉnh Hắc Long Giang. Tháng 6 năm 1972, ông gia nhập Đảng Cộng sản Trung Quốc. Ông tốt nghiệp chuyên ngành tiếng Nga khoa ngoại ngữ ở Đại học Hắc Long Giang. Từ 1968 đến 1977, ông là một giáo viên trung học tại nhà máy 123 quốc doanh thành phố Tề Tề Cáp Nhĩ, Hắc Long Giang, cán sự ban tuyên truyền đảng ủy nhà máy và phó hiệu trưởng trường đảng nhà máy. Sau đó, ông phục vụ ở Bộ Công nghiệp Cơ khí thứ 5, Bộ Công nghiệp Vũ khí và Bộ Lao động và Nhân sự (Bộ Lao động). Tháng 8 năm 1991, ông được bổ nhiệm làm phó thị trưởng thành phố Tây An, tỉnh Thiểm Tây. Tháng 2 năm 1993, ông trở thành Thứ trưởng Bộ Lao động. Tháng 11 năm 1994 đến năm 1998, ông giữ chức phó tổng thư ký Quốc vụ viện Cộng hòa Nhân dân Trung Hoa. Ông được bầu làm Ủy viên Ủy ban Kiểm tra Kỷ luật Trung ương Đảng Cộng sản Trung Quốc trong kỳ Đại hội đại biểu Toàn quốc Đảng Cộng sản Trung Quốc lần thứ 15 vào tháng 9 năm 1997. Tháng 3 năm 1998 đến tháng 3 năm 2003, ông giữ chức Bộ trưởng Bộ Lao động và An sinh Xã hội. Tháng 3 năm 2003, ông được bổ nhiệm làm phó bí thư tỉnh ủy Hắc Long Giang, và được bầu làm phó tỉnh trưởng và quyền Tỉnh trưởng Chính phủ Nhân dân tỉnh Hắc Long Giang vào tháng 4 năm đó. Ông được xác nhận với tư cách tỉnh trưởng sau đó và phục vụ ở chức vụ này đến tháng 12 năm 2007. Tháng 3 năm 2008, Trương Tả Kỉ trở thành Chủ nhiệm Ủy ban Kinh tế của Ủy ban Toàn quốc Hội nghị Hiệp thương Chính trị Nhân dân Trung Quốc khóa XI (2008 - 2013).
Trương Tả Kỉ là Ủy viên Uỷ ban Trung ương Đảng Cộng sản Trung Quốc khóa XVI (2002 - 2007) và khóa XVII (2007 - 2012). Ông là Ủy viên Ủy ban Thường vụ của Ủy ban Toàn quốc Chính hiệp khóa XI.